# Lemybrien
Lemybrien ( Irish       ) est un petit village et une commune du comté de Waterford, en Irlande. Il se trouve sur la route N25 de Cork à Waterford City. Lemybrien se trouve dans les contreforts des monts Comeragh, dans une région du comté de Waterford connue sous le nom de "La Déise". Au recensement de 2016, le village comptait 192 habitants, dont 104 hommes et 88 femmes.
L'étape 2 du Tour de France 1998 est passée par la région. Le club de Sports Gaéliques ou GAA en anglais "Kilrostanty GAA" est basé à Lemybrien.

## Archéologie
Drumlohan Souterrain et le Dolmen de Ogham, un monument national datant des Ve et IXe siècles, se trouve 4 km (2½ mi) à l'est.